# Annominazione
L'annominazione è un tipo di figura etimologica, combinata con una paronomasia: si tratta cioè della ripetizione di una stessa radice etimologica in più vocaboli diversi che possiedono anche suoni simili.
Il termine è anche utilizzato come sinonimo stesso di paronomasia.
È un procedimento utilizzato spesso in locuzioni comuni (ad esempio "Vivere la vita" o "Giurare un giuramento") ma è presente anche nel linguaggio letterario per sottolineare il significato che la radice etimologica contiene (come ad esempio nel poliptoto del famoso verso: "Amor che a nullo amato amar perdona"; "esta selva selvaggia e aspra e forte" (Dante, Inferno, I, v.5)).